# 聖餐論
聖餐論（せいさんろん）とは、キリスト教において、聖餐（聖体）のサクラメント（秘跡・機密・礼典・聖奠）に関する教義上の捉え方に対する神学的な議論のことである。ここでは、キリスト教諸教派における聖餐論の相違について述べる。

## カトリック教会と正教会との相違
カトリック教会と正教会との聖餐（聖体秘跡）論の捉え方はほぼ同じである。例えば、聖体の秘跡において、パンとぶどう酒の実体がキリストの肉と血の実体（正教会でいう実体はギリシャ語ではヒュポケイメノン／イポキメノン（ὑποκείμενον：基体とも訳される））に変化し、ゴルゴダの犠牲が再現されるという概念は、古代教父時代から一致している。特に聖体秘跡の生贄の概念は、第1ニカイア公会議においても既に認められていた。
しかしながら、カトリック教会のラテン的な文化的背景と正教会のヘレニズム的な文化的背景との相違が若干みられる。例えば、カトリック教会では、パンまたはぶどう酒のどちらかの形態（外観）のみ（単形態）の拝領で、聖体秘跡として有効であるのに対し、正教会はパンの使用とパンとぶどう酒の両方の（両形態）拝領でなければ機密（秘跡）として有効にはならない。また使用するパンについて、カトリック教会では無発酵パン（酵母なし）を使用を義務とし、正教会では発酵パンの使用を義務としている。ただし、カトリック教会では現教会法において無発酵パンの使用を義務にしているが、教理または秘跡として義務としているわけではない。カトリック教会でカノンとしている東西合同のフィレンツェ公会議では、東方または西方教会それぞれの教会法に応じて発酵パンおよび無発酵パンの使用を認める決議がされている。
カトリックでは、聖体拝領のパンは「不死の薬」であり、「教会は、洗礼を受けていない人に聖体拝領をさせることはできないし、間違ったことを教える人や、道徳に反する生活を送る人に聖体拝領を与えることもできない」とし、「カトリック信者が聖体拝領を受けることができるのは、有効に叙階された奉仕者からだけである」と規定している。
正教会においては、聖体機密と呼び、機密に与って神の恩寵を受けるのは正教会の洗礼を受けた正教徒に許されるが、機密を執行する事が出来るのは主教・司祭に限られる。

### 正教会の聖餐理解
正教会においてもカトリック教会と同様に、聖体礼儀の中で成聖されたパンとぶどう酒の中に、イイスス・ハリストス（イエス・キリストの中世以降のギリシャ語・教会スラヴ語読み）が実存すると理解する。しかしながら、カトリック神学のような聖変化によってパンとぶどう酒が聖体・聖血に『完全に』実体変化をしたと理解するのではなく、真のパンとぶどう酒であって、なおかつ真の聖体・尊血（聖血）であると考える。
もっとも、正教会の聖餐論を東西教会の分裂以降に発達したスコラ神学によるカトリック教会の聖餐論（スコラ神学の集大成者であるアキノの聖フォマ<トマス・アクィナス>による解釈）と比較したり、また更に後の時代になってカトリック教会への抗議（プロテスト）から始まったプロテスタントの神学を用いて解釈しようとしたりすること自体にそもそもの無理がある。カトリックやプロテスタント諸派の（それぞれの）聖餐論的理解に対して正教会の見解を問われれば聖変化を認めるという立場をとるが、それは『機密制定の晩餐』の席上でイイスス・ハリストスがパンとぶどう酒を手にとって、それぞれ自分自身の体であり血であると宣言したから、パンであってハリストスの体であり、ぶどう酒であってハリストスの血なのである。また、どの時点で聖変化が起こるのかについても、その問い自体がスコラ神学的発想によるものなので、正教会にとってはそのような問いかけ自体がナンセンスとも言えるのである。
強いていえば、主日の朝、信者が家を出るとき、その日の聖体礼儀に供される聖パンを携えたときから始まるとも考え得るし、聖パンに供されるためにパン生地が練られるときからとも、あるいは小麦などパンのそれぞれの原料がこの世に存在し始めたときからとも言える。そして、その成聖の過程は聖体礼儀の中において、捧げられたパンとぶどう酒を司祭が記憶（アナムネーシス）し、「なんじの聖神゜（せいしん：聖霊）をもって、これを変化せよ。」という聖神゜の降臨を願う祈り（エピクレーシス）を唱えることにより聖神゜が降臨して完成されると考えられる（ちなみにカトリック教会の神学では、エピクレーシスで聖霊が降臨して聖変化が始まり、聖体を制定する典礼文（制定句）が唱えられ、アナムネーシスされて完成すると考える）。
しかしながら、『使徒の教会』の継承を自認する正教会の信者にとって信仰上の大切なことは、イエスの言葉と教会の伝統に従ってイエスの制定された領聖（聖体拝領）等の各機密に与ることであり、神学的解釈や理解よりも伝統の中に息づき生き続けるいのちを受け、且つ継承していくことに正教信仰の真髄があるとも言える。

## カトリック教会とプロテスタント教会との相違
カトリック教会と正教会は、パンとぶどう酒の実体がキリストの肉と血の実体に変化（聖変化）することを認めている。特にカトリック教会はトリエント公会議でパンとぶどう酒の外観（形態）のもとに、キリストの人性である肉と血と霊魂、および神性が現存すると説明した。
これに対しルター派（シュマルカルデン条項）は共在説、改革派教会においてフルドリッヒ・ツヴィングリは象徴説、ジャン・カルヴァンは臨在説（『キリスト教綱要』、ウェストミンスター教会会議）を唱え、カトリックの実体変化説に反対した。また、ゴルゴタの犠牲の再現、つまり聖餐の生贄に関する概念も、プロテスタント諸教派から否定されている。

## プロテスタント教会の諸教派における相違
ルター派は共在説、改革派のうちツヴィングリ派は象徴説、カルヴァン派は臨在説（聖餐のパンとぶどう酒自体は、パンそのもの、ぶどう酒そのものであり、何物にも変わることはないが、キリストの霊的な臨在がパンとぶどう酒に伴うものとする）をそれぞれ支持し、互いに教理論争が続いた。ただし、これらの比較的教条主義的な教派は聖餐を礼典として認めており、福音同盟の会議において地上における礼典の永続性が確認されたが、救世軍のように礼典としての意味をも認めない教派も存在する。ただし、多くのプロテスタントにおいては、信仰を同じくする者・すなわちあらゆる正統的キリスト教の教派の陪餐を認めている。さらに、教会員ではない未洗礼者の陪餐を認める教派も存在する（フリー聖餐）。

### ルターの聖餐理解
マルティン・ルターにとっては、「聖晩餐において、キリストの体と血がパンとぶどう酒の中に，それとともに，これのもとにある」ことが重大関心事であり、「したがって，十戒と，主の祈りと，信条とが，その本質と価値を保たれているならば，たといあなたがそれらをそのとおりに守らず，祈らず，信じないとしても，しかもこれは尊いサクラメントであることを損なわれず，そのため，われわれがそれをふさわしく執行しなかったとしても，そこから何一つ取り去られず、差し引かれないのである」ことを強調したため、「キリストの御体を，霊も信仰もなしで，身体的に食することは，毒となり，死となるのである」としつつも、「祭壇のサクラメントについて，われわれはかく信じる．聖晩餐のパンとぶどう酒は，キリストのまことの体また血であり，単に敬虔な者にだけでなく，悪しきキリスト者にも，与えられ，受け取られる、と。」とされた。

### カルヴァンの聖餐理解
ジャン・カルヴァンは、「聖晩餐においては、しるしとことがらとは，はっきり区別される．もしそうしないならば，キリストの天上の栄光は侵され，物的要素の偶像化が起こるのである」とした。「しかし，その味わう方法は，肉体の口を通してではなく，御霊を通じ，信仰を通して起こる」「もし，これと違うことが説かれ，しるしとことがらのある種の相互作用のようなものが主張されるならば，不敬虔な者も聖晩餐においてキリストの体を受けることになる．それはしかし不可能である．なぜなら，キリストのいましたもうところ，つねに，命を与える彼の御霊がいますからである」と述べた。「キリストの体と血は，選ばれた神の信仰者に対してと同じく，ふさわしくない者にも与えられるのである」が、「ふさわしくないものの頑なさは，神の賜物がその人に来ることが出来ないようにする」と唱えた（ウェストミンスター信仰告白では「彼らは主の体と血に対し罪を犯し，己れ自身の呪いを招く」とされている）。カルヴァンは「ふさわしさ」について、「なぜなら、われわれが己れ自身から己れの『ふさわしさ』を求めねばならぬということになるならば、われわれはもう駄目だからである。･･････そこで、われわれが神にもたらすことができる唯一の、そして最善の『ふさわしさ』とはこれである。すなわち、かれの憐れみによって『ふさわしい』ものとされんがために、われわれ自身の無価値さと、さらに（言うならば）『ふさわしくなさ』を、かれの前に差し出すこと、われわれがかれにおいて慰められんがために、己れ自身においては絶望すること、われわれがかれによって立ちあがらせんがために、己れ自身としてへりくだること･･････がそれである」と述べている。
従って、改革派は「回心を求める罪人を遠ざけたのではなく、回心もせず、感謝のかけらもなく、信仰すらまじめに求めない傲慢で不遜な者を遠ざけた」。

## 聖公会の聖餐理解
16世紀にローマ・カトリック教会と袂を分かって成立したイングランド国教会（のちの聖公会）においては、過去も現在も、聖餐論に関して個々の聖職者や信徒によって様々な理解がなされているが、概して、カトリックの全実体変化説も、一部プロテスタントの象徴説からも距離を置く。
イングランド国教会がその基本的立場を表明したものに、1563年に制定された『イングランド国教会の39箇条』（聖公会大綱）がある。そして、その第28条では主の晩餐についてを規定しているが、「パンとぶどう酒の実体変化は聖書によって証明されることが出来ない。」として実体変化説を懐疑し、「信仰を持って正しく拝領をする者には、パンはキリストの体を、ぶどう酒はキリストの血をあずかることになる。」としている。ただし、この大綱は聖公会所属の全教会に求められる共通の信仰告白ではない。これを採用するかしないかは各聖公会管区の自主性に委ねられている（日本聖公会は1887年の組織成立時にこれを「特定の時代の特定の教会が特定の問題に対処するために作成した文書」と判断し、採用を見送っている）。アングリカン・コミュニオン（聖公会）の一致は「シカゴ－ランベス四綱領」を受け入れカンタベリー大主教の監督するカンタベリー管区と完全相互陪餐の関係にあることで承認されるが、シカゴ－ランベス四綱領では聖餐についてを洗礼とともにキリストが制定したサクラメント（聖奠）として規定しているのみで、パンとぶどう酒に関する理解には共通の告白が求められていない。とはいえ、やはり聖公会大綱で規定されている理解が聖公会神学における聖餐論の基本となっている。
日本聖公会の聖餐に関する見解も聖公会大綱の規定とほぼ同じで、パンとぶどう酒の形質やキリストの実存については触れず、「聖餐によって与えられる霊の恵みは、キリストの体と血、信徒は信仰をもってこれにあずかる」としている。
これを理解するにあたって、聖公会所属の教会には伝統的に「ハイ・チャーチ」（高教会派）と呼ばれるカトリックの信仰に近い神学・典礼様式を持つ教会と、「ロウ・チャーチ」（低教会派）と呼ばれるよりプロテスタントに近い立場をとる教会、そしてその中道的立場の「ブロード・チャーチ」（広教会派）と呼ばれる教会があり、各々の伝統と聖職者・信徒自身の神学的傾向によって聖餐理解もカトリックに近いものから他のプロテスタント教派に近い立場まで幅があることを念頭に置く必要がある。即ち、パンとぶどう酒の中にキリストの体と血が実存するとする立場から、パンとぶどう酒はそのままでも陪餐する時にキリストが現臨在するとする霊的臨在説を支持する立場まで幅広く存在する。
カトリック教会と袂を分かつにあたって、イングランド国教会は自らの信仰の基を聖書に求めたのであるが、聖餐に繋がると考えられる聖書の箇所として、いわゆる最後の晩餐の席上ではイエス・キリストがパンとぶどう酒を使徒たちに示しながら、自身の体と血であると宣言し、またヨハネによる福音書6章では「私の肉は真実の食物、私の血は真実の飲み物」と語っている。従って聖書から導き出し得る結論は「パンとぶどう酒はキリストの体である」ということで、それ以上でもそれ以下でもないとする。また正当に按手を受けた司祭が祈祷書に則って行う聖餐式にて聖別されたパンとぶどう酒の形質や実存に何らかの変化があるとすれば、それは司式司祭の信仰や神学によったものになるとはせず、陪餐する各個人の信仰による理解・解釈に委ねるという立場を取る。
ただ、どのように解釈・理解するのであれ聖餐はキリストの体と血に与るものであるとし、それは祈祷書の聖餐式の式文にある「どうかみ言葉と聖霊により、主の賜物であるこのパンとぶどう酒を祝し、聖として、わたしたちのためにみ子の尊い体と血にしてください」という聖別の一文からもわかる。また、「イエス・キリストの肉を食し、その血を飲み」や「あなたのために与えられた主イエス・キリストの体」、「あなたのために流された主イエス・キリストの血」などといった語句が用いられている。従って未受洗者の陪餐は認めず、パンとぶどう酒を単なる象徴や記号に過ぎないとする象徴説とは相容れない。このように信仰の核心の一つである聖餐論にある程度の幅を持たせた「緩やかさ」を、神学的な曖昧さとして聖公会神学の弱点とみるか、聖書の記述に則った柔軟さとして肯定的に捉えるかは意見の分かれるところである。
また、聖餐の生贄的性質についてもプロテスタント諸派と異なって必ずしも否定せず、聖餐式文には「み子がただ一たび献げられた十字架の犠牲を記念し」、「どうかこの感謝・賛美のいけにえを天の祭壇に至らせ」といった語句がある。
なお、聖公会では従来、原則的に洗礼を受けた後、堅信を受けてはじめて陪餐することが出来ることになっていた。他教派の信者で、自教会で陪餐資格がある者が聖公会の聖餐式に参祷した時は、主にあっての兄弟姉妹として聖餐に招かれるが、他教派から聖公会に転会する場合、聖公会としての聖餐理解を学び堅信を受けるまで一時的に陪餐停止になることがあった。近年ではそれが見直されつつあり、日本聖公会では2017年以降、堅信前の陪餐が可能となった。それに伴い、ローマ・カトリック教会の「初聖体」と同様に、幼児洗礼を受けた者は概ね学齢期になると、聖餐理解を学んで初陪餐を受ける習慣が始まった。